# 牛霸鹟
牛霸鹟是屬於霸鶲科的一种鸟类。牛霸鹟共有三个亚种。牛霸鹟分佈於阿根廷北部、玻利维亚、巴西东北部、巴拿马、委内瑞拉和厄瓜多尔东部。牛霸鹟体长20厘米，体重為29-40克。牛霸鹟以昆虫为食。